# Jasminka Guber
Jasminka Guber, född 10 augusti 1985, är en friidrottare från Bosnien och Hercegovina. Hon deltog vid olympiska sommarspelen 2004.